# Phare d'Eagle Bluff
Le phare d'Eagle Bluff (en anglais : Eagle Bluff Light), est un phare du lac Michigan situé  près d'Ephraim dans le Peninsula State Park (en) dans le Comté de Door, Wisconsin.
Ce phare est inscrit au Registre national des lieux historiques depuis le 15 octobre 1970 sous le no 70000032.

## Historique
Sa construction, autorisée en 1866, n'a été réalisé qu'en 1868. Il sert à marquer les îles situées au milieu du chenal Strawberry.
Il a été automatisé en 1926. Les travaux de restauration, entrepris par la Door County Historical Society ont commencé en 1960 et ont été achevés en 1963. Le phare, devenu un musée maritime, a été ouvert pour les visites de mi-mai à mi-octobre. En 2003, la propriété a été transférée au National State Park qui en assure l'entretien.

## Description
Le phare est une tour carrée en brique de 13 m de haut, avec une galerie et une lanterne, attachée à une maison de gardien. Les bâtiments sont couleur brique et les toits sont rouges.
Il émet, à une hauteur focale de 23 m, un bref éclat blanc de 0.6 seconde par période de 6 secondes. Sa portée est de 7 milles nautiques (environ 23 km).

## Caractéristiques dufeu maritime
Fréquence : 6 secondes (W)
- Lumière : 0.6 seconde
- Obscurité : 5.4 secondes

Identifiant : ARLHS : USA-252 ; USCG : 7-21825.

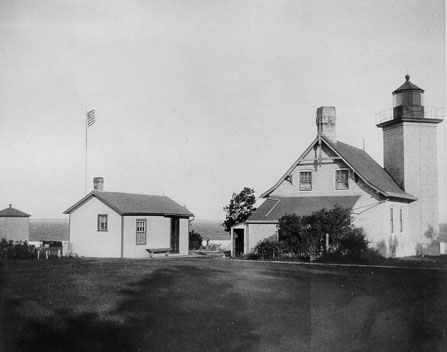
Le phare (photo USCG)
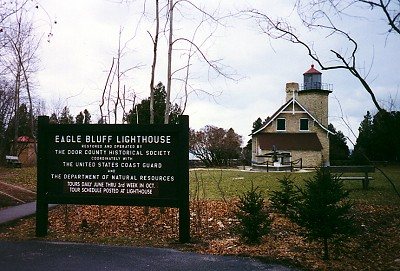
Le phare actuellement

### Lien connexe
- Liste des phares du Wisconsin